# Презентация для лифта
Презентация для лифта (или речь для лифта) (англ. Elevator Pitch или Elevator Speech) — короткий рассказ о концепции продукта, проекта или сервиса. Термин отражает ограниченность по времени — длина презентации должна быть такой, чтобы она могла быть полностью рассказана за время поездки на лифте, то есть одну-две минуты.
Термин обычно используется в контексте презентации антрепренёром концепции нового бизнеса партнеру венчурного фонда для получения инвестиций. Поскольку представители венчурных фондов стремятся как можно скорее принимать решение о перспективности или бесперспективности того или иного проекта или команды, первичным критерием отбора становится качество «презентации для лифта». Соответственно, качество этой речи и уровень её преподнесения имеют главенствующее значение и для руководителя стартапа, стремящегося найти финансирование.
Правильно составленная презентация для лифта отвечает на вопросы:
- какой продукт предлагается,
- какие преимущества имеет продукт,
- информация о компании.

Тексты, которые можно называть «презентацией для лифта», часто используются и представителями других профессий — коммивояжёрами, продавцами, менеджерами проектов — то есть людьми, которым необходимо быстро донести основную идею для слушателя, хотя сам термин, как правило, в таком виде не используется.
Разновидностью «презентации для лифта» можно считать краткие аннотации на обложках книг.